# Jan Henrik Swahn
Jan Henrik Christer Swahn, född 1 augusti 1959, är en svensk författare och översättare från danska, franska, polska och grekiska. 
Jan Henrik Swahn är son till Sigbrit Swahn och Sven Christer Swahn. Han var redaktör för Bonniers Litterära Magasin (BLM) 1997–1999. Han har utgivit tretton romaner, SMS-boken Den som lever är fri, tillsammans med Felix Swahn, och novellsamlingen Råttan i huvudet.

## Översättningar i urval
- 1989 – Hervé Guibert: Blinda (Des aveugles) (Legenda)
- 1990 – Bernard-Henri Lévy: Charles Baudelaires sista dagar (Les derniers jours de Charles Baudelaire) (Legenda)
- 1990 – Per Højholt: Salamandern och andra återvändsgränder (Legenda)
- 1990 – Michal Haykowski: Henryk Bukowski: namnet lever kvar (Henryk Bukowski – imię żyje nadal) (Bromberg)
- 1999 – Maria Lainá: En snabb kyss (Ena klephto phili) (Ariel)
- 2002 – Olga Tokarczuk: Spel på många små trummor (Gra na wielu bębenkach) [noveller], (Ariel/Ellerström)
- 2005 – Olga Tokarczuk: Daghus, natthus (Dom dzienny, dom nocny) (Ariel skrifter)
- 2006 – Pia Tafdrup: Ge sig hän (Hengivelsen) (Wahlström & Widstrand)
- 2007 – Grekland berättar: Fikonträdets sång: tjugosex noveller (redaktör och översättning, Tranan)
- 2007 – Pia Tafdrup: Tarkovskijs hästar (Tarkovskijs heste) (Wahlström & Widstrand)
- 2009 – Olga Tokarczuk: Löparna (Bieguni) (Ariel); i pocket 2016
- 2010 – Olga Tokarczuk: Styr din plog över de dödas ben (Prowadź swój pług przez kości umarłych) (Ariel)
- 2010 – Joumana Haddad: Lilits återkomst (Aawdat Lilit) (Tranan)
- 2013 – Olga Ravn: Jag äter mig själv som ljung: flicksinne (Jeg æder mig selv som lyng) (10TAL)
- 2013 – Alexandros Papadiamantis: Mörderskan (H Fonissa) (Oppenheim förlag)
- 2014 – Olga Tokarczuk: Björnens ögonblick (Moment niedźwiedza) (essäer) (Ariel)
- 2015 - Niroz Malek: Under krigets himmel (Tahtu samah' al harb) (Tranan)
- 2015 – Olga Tokarczuk: Jakobsböckerna (Księgi Jakubowe) (Ariel)
- 2018 – Olga Tokarczuk: Spel på många små trummor (Gra na wielu bębenkach) [noveller], ny utökad upplaga, (Ariel)
- 2021 – Hervé Guibert: Blinda (Des aveugles) (Norstedts)
- 2022 – Mme de Staël: Corinne (Corinne ou l'Italie) (Natur & Kultur)
- 2022 – Pia Tafdrup: Flyttfågelns kompass (Trækfuglens kompas) (Smockadoll)
- 2022 – Maria Lainá: Vad som hänt (O'ti egine) (Edda)
- 2023 – Pia Tafdrup: Sinneskvintetten (Smagen af stål Lugten af sne Synet af lys Lyden af skyer Berøringen af hud) (Smockadoll)
- 2023 – Giannis Palavos: Barnet (To pedí) (Heidruns)
- 2023 – Henryk Sienkiewicz: Quo Vadis (Quo vadis?) (Marisma)

## Priser och utmärkelser
- 1992 – Albert Bonniers stipendiefond för yngre och nyare författare
- 1997 – TCO:s litteraturpris
- 2001 – Göteborgs-Postens litteraturpris
- 2010 – Samfundet De Nios Särskilda pris
- 2016 – Eric och Ingrid Lilliehööks stipendium från Svenska Akademien
- 2016 – Kulturhuset stadsteaterns internationella litteraturpris (för översättningen av Olga Tokarczuks roman Jakobsböckerna)
- 2019 – De Nios översättarpris
- 2020 – Stiftelsen Natur & Kulturs stipendium